# 2022-es magyar tekebajnokság
A 2022-es magyar tekebajnokság a nyolcvannegyedik magyar bajnokság volt. A bajnokságot április 30. és május 1. között rendezték meg, a férfiakét Szentgotthárdon, a nőkét Szegeden.

## Eredmények
| Versenyszám            | Arany                                  | Arany | Ezüst                                | Ezüst | Bronz                                                           | Bronz |
| ---------------------- | -------------------------------------- | ----- | ------------------------------------ | ----- | --------------------------------------------------------------- | ----- |
| Férfi egyéni           | Kakuk Levente Zalaegerszegi TK         | 702   | Zapletán Zsombor Szegedi TE          | 666   | Járfás Szilárd Zalaegerszegi TK                                 | 658   |
| Férfi sprint           | Brancsek János Szegedi TE              |       | Kiss Norbert Szegedi TE              |       | Botházy Péter Ferencvárosi TCKuslics Gergely Répcelaki SE       |       |
| Férfi összetett egyéni | Zapletán Zsombor Szegedi TE            | 883   | Móricz Zoltán Répcelaki SE           | 883   | Botházy Péter Ferencvárosi TC                                   | 875   |
| Női egyéni             | Szabó Renáta Ipartechnika Győr SE      | 623   | Horváth Sarolta Ipartechnika Győr SE | 600   | Csongrádi Gyöngyi Rákoshegyi VSE                                | 599   |
| Női sprint             | Szalai-Bordács Dorottya Rákoshegyi VSE |       | Méhész Anita Mlaka Rijeka            |       | Tóth Katalin Ipartechnika Győr SEHorváth Sarolta Győri Lenszövő |       |
| Női összetett egyéni   | Szabó Renáta Ipartechnika Győr SE      | 825   | Horváth Sarolta Ipartechnika Győr SE | 797   | Tóth Katalin Ipartechnika Győr SE                               | 786   |